# Fjättersjön
Fjättersjön är en sjö i Nynäshamns kommun i Södermanland och ingår i Tyresån-Trosaåns kustområde. Sjön har en area på 0,627 kvadratkilometer och ligger 22,3 meter över havet.

## Delavrinningsområde
Fjättersjön ingår i det delavrinningsområde (653523-162047) som SMHI kallar för Utloppet av Fjättersjön. Medelhöjden är 32 meter över havet och ytan är 2,5 kvadratkilometer. Det finns inga avrinningsområden uppströms utan avrinningsområdet är högsta punkten. Vattendraget som avvattnar avrinningsområdet har biflödesordning 2, vilket innebär att vattnet flödar genom totalt 2 vattendrag innan det når havet efter 3,2 kilometer. Avrinningsområdet består mestadels av skog (50 procent), öppen mark (21 procent) och jordbruk (18 procent). Avrinningsområdet har 1,14 kvadratkilometer vattenytor vilket ger det en sjöprocent på 5,3 procent. Bebyggelsen i området täcker en yta av 0,77 kvadratkilometer eller 4 procent av avrinningsområdet.